# Mytiloidea
Super-famille
Synonymes
- Mytilacea[1]

Les Mytiloidea sont une super-famille de coquillages bivalves comprenant notamment les moules.

## Liste des familles
Selon World Register of Marine Species (15 décembre 2018) :
- famille Mytilidae Rafinesque, 1815